# Dmitrov
Dmitrov (tiếng Nga: Дмитров) là một thành phố Nga. Thành phố này thuộc chủ thể Moskva Oblast. Thành phố có dân số 62.219 người (theo điều tra dân số năm 2002). Đây là thành phố lớn thứ 264 của Nga theo dân số năm 2002.

## Lịch sử
Dmitrov được thành lập bởi Yuri Dolgoruky vào năm 1154 ở sâu trong rừng tại địa điểm mà con trai Vsevolod của ông đã được sinh ra. Tên của nó được giải thích bởi thực tế rằng vị thánh bảo trợ của Vsevolod là Thánh Demetrius.
Trong thế kỷ 13, thị trấn đã đánh dấu một điểm nơi hội tụ các biên giới của Muscovy, Tver, và Pereslavl-Zalessky. Thị trấn thuộc về các hoàng tử của Galich Mersky, phần lớn tọa lạc ở phía bắc, cho đến khi 1364, khi nó được hợp nhất vào Muscovy. Cả Dmitry Donskoy và cháu nội của ông Vasily II đã cấp Dmitrov như là một phân lãnh thổ riêng cho các con trai thứ của họ, do đó, thị trấn đã là thủ đô của một công quốc nhỏ. Năm 1374, nó đạt được tình trạng thị xã.
Dưới sự trị vì của Ivan III, con trai của Yury Ivanovich (1503-1533) đã khai trương một thời vàng son Dmitrov.